# Gary Hurlstone
Gary Hurlstone (sinh ngày 25 tháng 4 năm 1963) là một cựu cầu thủ bóng đá người Anh thi đấu ở vị trí tiền đạo ở Football League cho York City, và ở bóng đá non-League cho Gainsborough Trinity, Worksop Town, Mexborough Town, Hatfield Main, Bridlington Town, Goole Town, Bishop Auckland, Buxton và Stocksbridge Park Steels.